# La Gorce Open
La Gorce Open foi um torneio masculino de golfe no PGA Tour, que foi disputado entre os anos de 1928 e 1931 no La Gorce Country Club, no Miami Beach, Flórida.

## Campeões
- 1931[1] – Gene Sarazen, marcou 282 tacadas, dois abaixo do par do campo
- 1930[2] – Bill Mehlhorn, marcou 285 tacadas, um acima do par //
- 1929[3] – Horton Smith, marcou 289 tacadas, cinco acima do par //
- 1928[4] – Johnny Farrell, marcou 274 tacadas, dois abaixo do par //